# 영혼의 집
《영혼의 집》(The House Of The Spirits)은 포르투갈에서 제작된 빌 어거스트 감독의 1993년 드라마, 멜로/로맨스 영화이다. 메릴 스트립 등이 주연으로 출연하였고 베른트 아이힝거 등이 제작에 참여하였다. 대한민국에서는 《하우스 오브 스피리트》라는 제목으로 개봉되었다.

## 출연

### 주연
- 메릴 스트립
- 글렌 클로스
- 제러미 아이언스
- 위노나 라이더
- 안토니오 반데라스

### 조연
- 마리아 콘치타 알론소
- 빈센트 갈로
- 잔 니클라스
- 조아퀸 마르티네즈
- 사리타 초우드리
- 테리 폴로
- 미리암 콜론
- 아르민 뮐러슈탈
- 바네사 레드그레이브

## KBS 성우진 (1995년 9월 10일)
- 장유진 - 클라라(메릴 스트립)
- 이선영 - 페룰라(글렌 클로스)
- 설영범 - 에스테반(제러미 아이언스)
- 함수정 - 브랑카(위노나 라이더)
- 홍시호 - 페드로(안토니오 반데라스)
- 유강진 - 세베로(아르민 뮐러슈탈)

## 기타
- 원작자: 이자벨 알렌드
- 공동제작: 마틴 모스코비츠
- 라인프로듀서: 토머스 리드홈
- 미술: 안나 아습
- 의상: 바바라 바움
- 배역: 빌리 홉킨스
- 배역: 수잔느 스미스